# Richard Boutet
Pour les articles homonymes, voir Boutet.
Richard Boutet est un réalisateur, scénariste, producteur et monteur canadien né le 11 novembre 1940 et mort le 29 août 2003,.

## Filmographie

### comme Réalisateur
- 1979 : La Maladie c'est les compagnies
- 1983 : La Turlute des années dures
- 1985 : Entre deux vagues
- 1987 : La Guerre oubliée
- 1991 : Le Spasme de vivre
- 2003 : Sexe de rue

### comme Scénariste
- 1983 : La Turlute des années dures
- 1987 : La Guerre oubliée
- 1991 : Le Spasme de vivre
- 2003 : Sexe de rue

### comme Producteur
- 1979 : La Maladie c'est les compagnies
- 1995 : Mortel désir

### comme Monteur
- 1985 : Entre deux vagues